# Retrocontinuidad

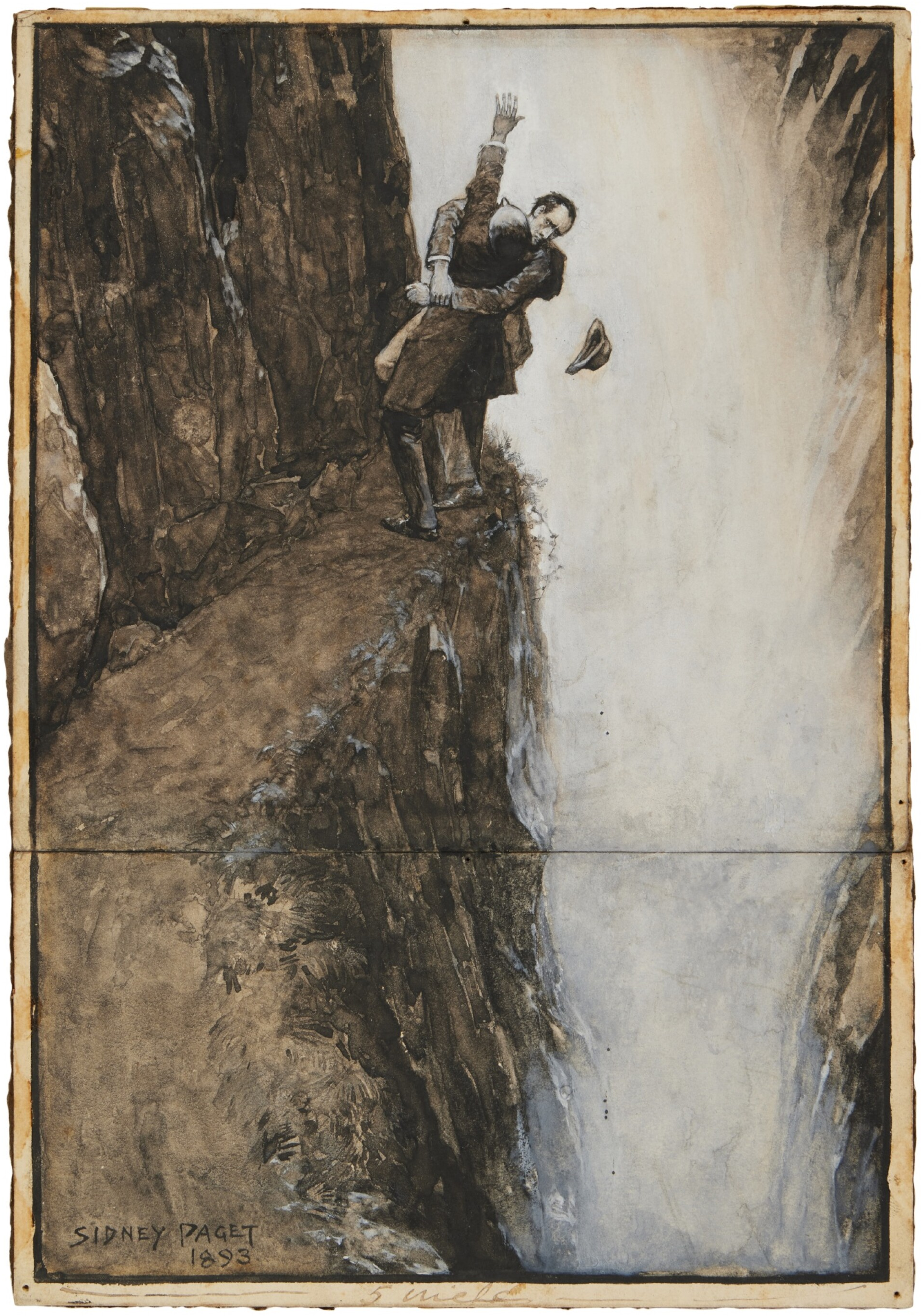
La muerte de Sherlock Holmes: Sir Arthur Conan Doyle usó retrocontinuidad para explicar la vuelta de Sherlock Holmes tras su muerte luchando contra su némesis, el Profesor Moriarty

Retrocontinuidad, continuidad retroactiva o retcon (acrónimo del término inglés retroactive continuity) es la alteración de los hechos previamente establecidos en una obra de ficción, generalmente añadiendo nueva información, modificando o reinterpretando la ya existente. El acto de escribir y publicar una retrocontinuidad se conoce en inglés como retconning, que equivaldría a retrocontinuar en castellano.
Las retrocontinuidades son comunes en las obras de ficción que tienen una prolongada historia, como por ejemplo algunos cómics de superhéroes, series de televisión, secuelas y precuelas de novelas, películas y videojuegos, seriales de radio, fruto de la gran cantidad de autores que han ido trabajando en ellas a lo largo de los años y al deseo de actualizar a los personajes.
Hay varias motivaciones para aplicar continuidad retroactiva, que incluyen:
- Acomodar aspectos deseados de secuelas u obras derivadas, que de otra manera estarían descartados.
- Responder a una recepción negativa de historias previas por parte de los fans.
- Corregir o superar errores o problemas identificados en la obra previa desde que fue publicada.
- Cambiar o clarificar cómo debería interpretarse la obra previa.
- Ajustarse a la realidad, cuando supuestos o proyecciones del futuro demuestran estar equivocados posteriormente.

La retrocontinuidad es empleada por los autores para aumentar su libertad creativa, bajo el supuesto de que los cambios serán insignificantes para la audiencia comparados con la nueva historia que puede ser contada. La retrocontinuidad puede ser diegética o no diegética. Por ejemplo, al usar el viaje en el tiempo o universos paralelos, un autor puede reintroducir de manera diegética a un personaje popular que había muerto previamente. Métodos más sutiles y no diegéticos serían, por ejemplo, ignorar o eliminar puntos menores de la trama para remover elementos narrativos que el autor no tiene interés de escribir.

## Orígenes
Aunque Julio Verne ya empleaba el efecto (ver La isla misteriosa), el término "continuidad retroactiva" fue popularizado por el escritor de cómics Roy Thomas en sus serie All-Star Squadron de los años 1980 donde aparecían superhéroes de DC Comics de la década de 1940. El primer uso conocido del término es en la columna de correos de Thomas en All-Star Squadron número 20 (abril de 1983), donde Thomas escribió que él mismo lo oyó en una convención. Damian Cugley acortó el término a "retcon" en 1988 en USENET para describir los sucesos en el cómic Cosa del Pantano en que Alan Moore reinterpretó el origen del personaje del título. El término "retcon" también se usó en la sociedad Treasure Trap de la Birmingham University alrededor de 1987.
Actualmente sobre todo en los cómics de Marvel y DC Comics es una técnica bastante común debido a la cantidad de escritores que han trabajado en series y personajes que en ocasiones tienen más 40 años de historias y un sinfín de guionistas a sus espaldas. Algunos casos recientes son las colecciones del Capitán América o X-Men: Génesis Mortal de Brubaker, así como la serie creada con total libertad de eliminar los orígenes del Universo Marvel por Bendis, los Nuevos Vengadores: Illuminati, en el que se recurre a hechos del pasado continuamente para ser reescritos e insertados en la continuidad "creada" recientemente.

## Tipos
Aunque existe una considerable ambigüedad y superposiciones entre los diferentes tipos de retrocontinuidades, pueden hacerse algunas distinciones entre ellos, dependiendo de si agregan, alteran o quitan material de la continuidad anterior. Estas distinciones a menudo encienden diferentes reacciones en los fanes del material original.

### Adición
A veces, los retcons no contradicen los hechos previamente establecidos, sino que completan detalles de fondo que faltan, normalmente para apoyar los puntos de la trama actual. El guionista de cómics Roy Thomas describió la retrocontinuidad en este sentido como un proceso puramente aditivo que no deshacía ninguna obra anterior, y tales adiciones eran habituales en su obra All-Star Squadron.
El guionista de cómics Kurt Busiek adoptó un enfoque similar con «Untold Tales of Spider-Man» (1995-1997), una serie que contaba historias que encajaban específicamente entre los números de la serie original «The Amazing Spider-Man», explicando a veces discontinuidades entre estas historias anteriores. John Byrne utilizó un enfoque similar con «X-Men: The Hidden Years» (1999-2001). Probablemente, el primer ejemplo de Marvel Comics de nuevas historias situadas entre historias ya establecidas fue «The Rampaging Hulk» (1977-1978).
En el largometraje «El Padrino - Parte II» (1974), se introduce al personaje de Frank Pentangeli como un viejo amigo de la familia, aunque no se le menciona en la primera película «El Padrino» (1972); del mismo modo, Don Altobello es uno de los Dons de «los viejos tiempos», aunque no se le menciona hasta «El Padrino III» (1990). Ninguna de las dos adiciones tiene relación con la trama de las películas anteriores. La adición de un ático a la casa familiar en la serie de televisión estadounidense Full House (1987-1995) en temporadas posteriores es un ejemplo complementario similar.
En la franquicia de Star Wars, uno de los agujeros argumentales más citados es que la superarma del Imperio Galáctico, la Estrella de la Muerte, tiene un punto débil flagrante y mal defendido: un conducto de ventilación. Sin embargo, el largometraje «Rogue One: Una historia de Star Wars» (2016), que funciona como precuela directa de «La guerra de las galaxias» (1977), presenta el supuesto fallo de diseño como algo que ya estaba previsto: Galen Erso, el ingeniero jefe de la Estrella de la Muerte, diseñó los reactores para que fueran inestables y, por lo tanto, requirieran un puerto de escape, y entregó los planos a la Alianza Rebelde con el fin de sabotear al Imperio y mostrar en secreto a los Rebeldes cómo destruir la Estrella de la Muerte.

### Alteración
A veces se añade información que parece contradecir información previa. A menudo asume la forma de un personaje que parece haber muerto, pero que más tarde se descubre que ha sobrevivido de alguna manera. Es una práctica habitual en las películas de terror, que pueden terminar con la muerte de un monstruo o asesino que aparece en una o más secuelas. Esta técnica es tan común en los cómics de superhéroes que se ha acuñado el término «muerte de cómic».
Un ejemplo temprano de este tipo de retrocontinuidad es el regreso de Sherlock Holmes, a quien el escritor Arthur Conan Doyle aparentemente había matado en «El problema final» de 1893, sólo para traerlo de vuelta en «La casa deshabitada» en 1903, en gran parte debido a las respuestas de los lectores. En las décadas de 1940 y 1950, el escritor de ciencia ficción ruso-americano Isaac Asimov (1920-1992) situó el planeta Trántor, capital del Imperio Galáctico, en el «centro de la galaxia». Investigaciones astronómicas posteriores sugirieron que podría haber un agujero negro supermasivo en el Centro galáctico, lo que haría imposible la vida humana allí. En consecuencia, en obras posteriores, Asimov ajustó su galaxia y la ubicación de Trántor dentro de ella. Un ejemplo moderno de alteración es el personaje de ficción Phil Coulson, que murió en el largometraje The Avengers (2012) pero luego sobrevivió en la serie de televisión Marvel's Agents of S.H.I.E.L.D. (2013-2020). 
En los géneros del manga y el anime, un ejemplo notable es la serie Dragon Ball Z, que cambió numerosos aspectos de la historia original presentada en Dragon Ball. Por ejemplo, el origen del personaje principal, Son Goku, fue cambiado para hacerlo extraterrestre. 
La serie de televisión Dallas anuló toda su novena temporada, describiéndola como sólo un sueño que había tenido el personaje de Pam Ewing. Los guionistas hicieron esto para ofrecer una razón supuestamente plausible para que el personaje principal de Bobby Ewing, que había muerto en pantalla al final de la 8.ª temporada, siguiera vivo cuando el actor Patrick Duffy quiso volver a la serie. Esta temporada es conocida a veces como la «Temporada del sueño» y se hizo referencia a ella con humor en series posteriores como Padre de Familia. Otras series como St. Elsewhere o Roseanne habrían de usar la misma técnica.

### Sustracción o eliminación
Historias impopulares o vergonzosas a veces son ignoradas posteriormente por los editores y, en última instancia, eliminadas de la continuidad de una serie. Las historias posteriores pueden contradecir a las previas o afirmar explícitamente que nunca sucedieron. Un ejemplo bien conocido de eliminación es la secuela de la película Highlander (1986), Highlander II: The quickening, en la que los Inmortales aparecen como alienígenas exiliados. Esto fue recibido con una gran desaprobación tanto por parte de la crítica como de los fans de Highlander, por lo que Highlander III: The sorcerer ignora por completo la trama de la segunda parte.
Otro ejemplo notable de retrocontinuidad sustractiva es la serie de películas de los X-Men. En la película X-Men: Días del futuro pasado, Wolverine viaja en el tiempo hasta 1973 para evitar un asesinato que, de llevarse a cabo, provocaría la extinción del planeta.

### Retconsrealizados para eliminar agujeros en la trama
Algunas retrocontinuidades pueden hacerse para eliminar lo que se considera un agujero argumental dentro de una franquicia. Un ejemplo famoso de esto son los mal recibidos cambios en la continuidad del canon de Star Wars en la Tercera trilogía de Star Wars. Por ejemplo, Star Wars: Los últimos Jedi estableció al personaje de Rey como la hija de «nadie», solo para revelarla como nieta de Darth Sidious en El ascenso de Skywalker. Incidentalmente, la retrocontinuidad de Rogue One que presentó la debilidad de la Estrella de la Muerte como sabotaje deliberado de su creador fue bien recibido.